# Wymysłów (powiat ostrowiecki)
Wymysłów – wieś w Polsce, położona w województwie świętokrzyskim, w powiecie ostrowieckim, w gminie Kunów.
| SIMC    | Nazwa           | Rodzaj    |
| ------- | --------------- | --------- |
| 0247516 | Długa Wieś      | część wsi |
| 0247522 | Poprzeczna Wieś | część wsi |

W latach 1975–1998 miejscowość należała administracyjnie do województwa kieleckiego.